# Gonomyia piscator
Gonomyia piscator är en tvåvingeart som beskrevs av Günther Theischinger 1999. Gonomyia piscator ingår i släktet Gonomyia och familjen småharkrankar. Inga underarter finns listade i Catalogue of Life.